# Poříčí u Litomyšle
Poříčí u Litomyšle település Csehországban, a Svitavyi járásban. Poříčí u Litomyšle Lubná, Horní Újezd, Budislav, Chotěnov és Desná településekkel határos. Lakosainak száma 520 fő (2024. január 1.).

## Népesség
A település lakosságának változását az alábbi diagram mutatja:
| Lakosok száma | 846  | 777  | 700  | 552  | 440  | 412  | 456  | 492  | 517  | 520  |
|               | 1869 | 1890 | 1921 | 1950 | 1980 | 2001 | 2017 | 2019 | 2022 | 2024 |